# Hermann Schuon
Gustav Hermann Schuon (* 26. März 1886 in Hall; † 29. Dezember 1966 in Ludwigsburg) war ein deutscher Wirtschaftsmanager und lange Zeit alleiniger Generaldirektor der Bausparkasse Gemeinschaft der Freunde Wüstenrot.

## Werdegang
Schuon besuchte die Oberrealschule in Schwäbisch Hall und studierte im Anschluss Rechts- und Staatswissenschaften an der Universität Jena. Nach Abschluss blieb er dort mehrere Jahre als Assistent am Staatswissenschaftlichen Seminar tätig und bereitete seine Dissertation vor, die er 1912 vorlegte. Von 1912 bis 1914 war er Syndikus des Landesverbandes Elsaß-Lothringen des deutschen Arbeitgeberbundes für das Baugewerbe in Straßburg. 1914 kam er nach Metz und war dort Beigeordneter und stellvertretender Bürgermeister, sowie Vorstand des Kommunalverbandes Lothringen. Nach der Abtretung Lothringens an Frankreich war er von 1920 bis 1922 Vorstand des württembergischen Rohstoff- und Auftragsamtes in Stuttgart und von 1922 bis 1926 Vorstand der württembergischen Rohstoffgesellschaft.

### Vorstand GdF

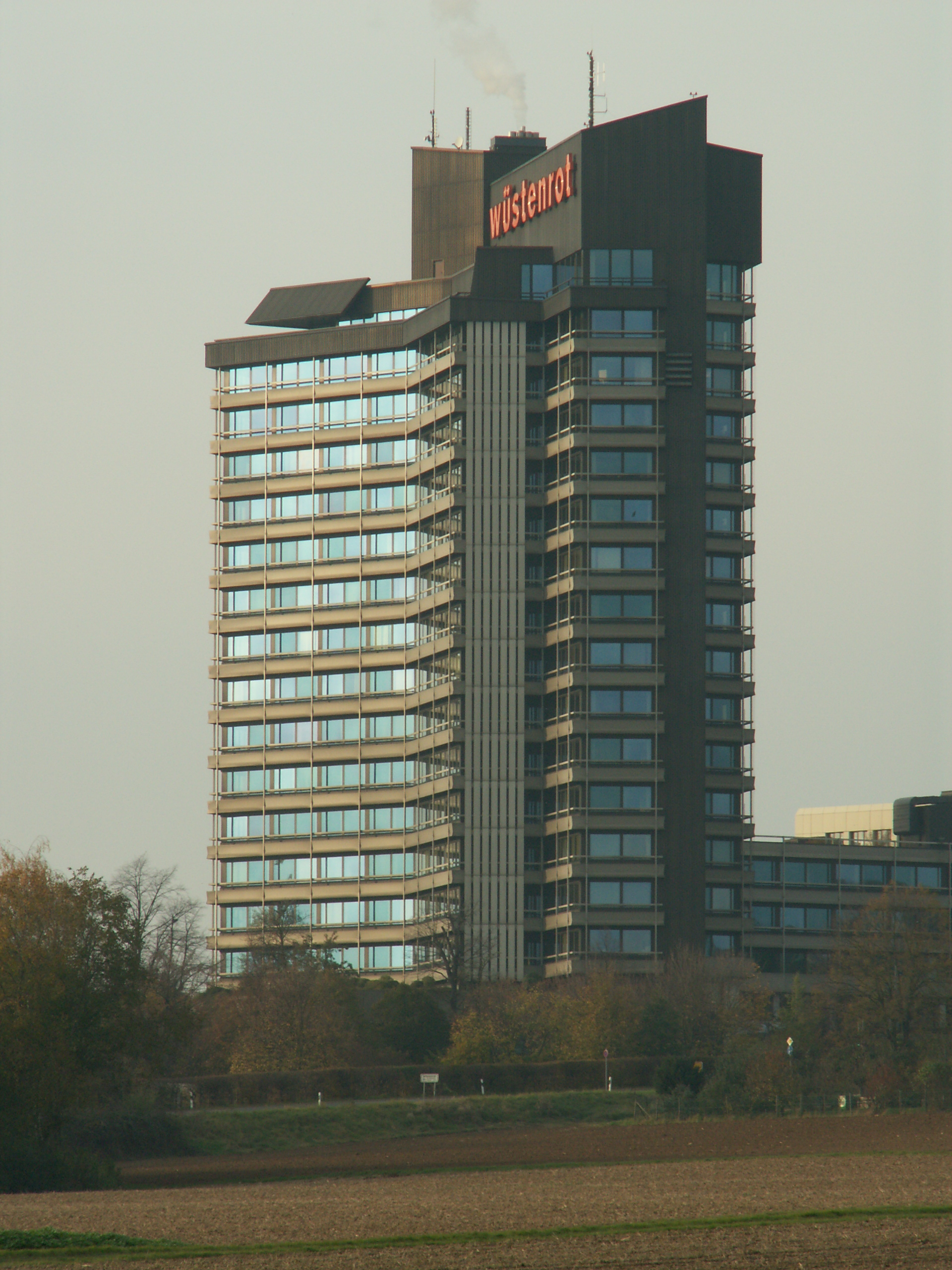
Wüstenrot Holding Ludwigsburg

Auf Empfehlung des württembergischen Staatspräsidenten und späteren Widerstandskämpfers gegen das NS-Regime Eugen Bolz, wurde Schuon 1926 in den Vorstand der Bausparkasse Gemeinschaft der Freunde Wüstenrot in Ludwigsburg berufen. Dem Unternehmen verhalf er bald zu großen Fortschritten und Ansehen. Dessen ungeachtet wurde er nach der Machtübernahme der Nationalsozialisten 1933 aus politischen Gründen abgesetzt. 1945 folgte seine Wiedereinsetzung, nunmehr als alleiniger Generaldirektor der Bausparkasse. Zudem übernahm er den Vorsitz des Vorstandes des Verbands der Privaten Bausparkassen und war Mitglied des Vorstandes des Deutschen Verbandes für Wohnungswesen, Städtebau und Raumplanung. Ferner war er Vizepräsident der International Union of Building Societies and Savings and Loan Associations, Vorstandsmitglied des Deutschen Heimstättenwerks in Bielefeld sowie Aufsichtsratsmitglied der Hausbau Wüstenrot.

## Ehrungen
- 1950: Ehrensenator der Technischen Hochschule Karlsruhe
- 1952: Ehrensenator der Technischen Hochschule Stuttgart
- 1952: Großes Verdienstkreuz der Bundesrepublik Deutschland